# 周立伟 (1971年)
周立伟（1971年10月—），男，汉族，黑龙江双城人，中华人民共和国政治人物，曾任中国海洋石油有限公司副总经理、中海石油炼化有限责任公司董事长等职。现任中共山东省委常委、省委组织部部长。

## 生平

### 学业
周立伟于1996年3月获得天津大学化工系工学硕士学位，2009年12月获休斯顿大学EMBA。

### 工作履历

#### 中石化
2008年8月，周立伟任中国石化生产经营管理部副主任。翌年年8月起兼任中国石化集团石油商业储备有限公司执行董事、总经理。2018年9月调任中石化金陵石油化工有限责任公司副董事长、总经理、党委副书记，金陵分公司总经理。
2020年4月，周立伟任中国石油化工集团（股份公司）生产经营管理部总经理、生产调度指挥中心总调度长。翌年4月任中国海洋石油集团有限公司副总经理、党组成员。2022年2月起，兼任中海石油炼化有限责任公司党委书记、董事长。

#### 山东省
2023年1月，出任山东省人民政府副省长、党组成员。
2024年12月，任中共山东省委常委、省委组织部部长。2025年1月，辞去山东省人民政府副省长一职。